# Кардинал-священник
Кардина́л-свяще́нник — сан у Римо-Католицькій Церкві, член 2-го ступеня Колегії кардиналів; вище кардиналів-дияконів і нижче кардиналів-єпископів. За декретом папи Сікста V з усіх 70-ти кардиналів кардиналами-священниками мусять бути 50 осіб. Спочатку їх обирали з числа священників, що мали право голосу на виборах Римського Папи (нині всі кардинали є єпископами). Виступають як головні священники титулярних церков (базилік) Риму, що були центрами квазі-парафій міста в V—VI століттях.

## Походження
У сучасності назву «кардинал-священник» інтерпретують як значення кардинала, який має сан священника. Спочатку, однак, розуміння цього слова було іншим: зі священників єпархії Рима, деякі ключові священники важливих церков були визнані як кардинали-священники, важливі священники, обрані Папою Римським, щоб радити йому в його обов'язках, єпископа Риму. Це було через комбінацію цих важливих римських священників з єпископами сусідніх субурбікарних єпархій (кардинали-єпископи) і дияконів, які керували роботою Церкви в різних секторах Риму (кардинал-диякони), в результаті була утворена Колегія кардиналів.
За ранніх часів папські вибори не були привілеєм кардиналів, і впродовж століть Папа Римський був звичайно римським священником і ніколи єпископом з іншого місця. Щоб зберігати апостольську спадкоємність, обряд посвячення Папи Римського в єпископа мав бути виконаний тим хто, був уже єпископом, і це було доручено кардиналу-єпископу Остії, посада якого довго була об'єднана з посадою декана Колегії кардиналів. У той час, коли кардинальський сан був розширений поза Римським пасторським духівництвом і Римською курією, до цього дня кожен кардинал-священник має номінальну назву церкви округу в Римі, хоча Папа Римський Павло VI скасував усі адміністративні назви, які вони мали відносно їх номінальних церков. Деякі з номінальних церков були місцем кардинала починаючи з II століття.

## Сучасне розширення
У той час як кількість кардиналів була малою з часів Римської імперії і до Ренесанса, і часто кількість визнаних церков була меншою, ніж мають право на сан кардинала-священника. У XVI столітті Колегія помітно розширилася. 1587 року Папа Римський Сікст V прагнув зупинити це зростання, встановив максимальну межу членів Колегії в 70 кардиналів, включаючи 50 кардинал-священників, 6 кардинал-єпископів, і 14 кардинал-дияконів. Цю межу поважали до 1958, і список номінальних церков змінювався тільки в окремих випадках, зокрема через будинок, що набуває поганого стану. Коли Папа Римський Іоанн XXIII скасував межу, він почав додавати нові церкви до списку, який Папи Павло VI та Іоанн Павло II також продовжили збільшувати. Сьогодні є 150 номінальних церков у Римі.
Кардинал, який є найстарішим зі зведених у сан кардинал-священників, названий кардинал-протопресвітером. Він мав деякі церемоніальні обов'язки на Конклаві, які припинилися, тому що кардинал-протопресвітери — тепер ті, кому понад 80 років, і такі кардинали не мають право брати участь у Конклаві. Починаючи зі смерті кардинала Франца Кеніга, протопресвітером став кардинал Стефан Кім Су Хван з Південної Кореї як найстаріший за призначенням (він став кардиналом 1969 року). А з 16 лютого 2009 року, по смерті кардинала Кіма, кардинал-протопресвітером є кардинал Еуженіиу де Араужу Салеш, якого також було призначено кардиналом на консисторії від 28 квітня 1969 року.
Ті, хто є кардиналами-священниками сьогодні, — переважно архієпископи важливих єпархій в усьому світі, хоча деякі працюють у Римської курії. Кардинал-дияконам через десять років дозволяють стати кардинал-священниками на їх вибір. Кожен завжди мав бути присвяченим священнику, щоб бути кардинал-священником, але з 1918 року ця вимога поширюється на всю Колегію. З 1962 року, за рішенням Папи Іоанна XXIII, у Колегії можуть брати участь лише єпископ і священники, які призначаються кардиналами, повинні бути рукоположені до єпископів, за рідким винятком.